# Batman Superman ellen – Az igazság hajnala
A Batman Superman ellen – Az igazság hajnala egy 2016-ban bemutatott amerikai szuperhősfilm, mely a DC Comics Batman és Superman karaktereire épül. Zack Snyder rendezte és a Warner Bros. adta ki. A 2013-as Az acélember folytatása és így a második filmje a DC-moziuniverzumnak. A forgatókönyvet  Chris Terrio és  David S. Goyer írta. Főszerepekben Ben Affleck, Henry Cavill, Amy Adams, Jesse Eisenberg, Diane Lane, Laurence Fishburne, Jeremy Irons, Holly Hunter és Gal Gadot. A filmben először láthatjuk Batmant és Supermant együtt a mozivásznon, valamint Wonder Womannek, Aquamannek, Cyborgnak és Flashnek ez az első megjelenése a vásznon. A filmben Lex Luthor manipulálja Batmant és Superman ellen uszítja, azonban elbukik tervével.
A produkciót már 2013-ban bejelentették, Az acélember megjelenése után nem sokkal. Snyder akkor azt nyilatkozta, hogy a film elsősorban A sötét lovag visszatér című Batman képregényen fog alapulni, azonban nagy részben már akkor is lehetett tudni, hogy eme új filmes univerzum nem kapcsolódik az előző DC filmekhez, így Batmant nem Christian Bale alakítja, tehát rebootolják a karaktert. Ettől függetlenül nagy felháborodást keltett mikor Ben Affleck kapta meg a szerepet, és egy olyan teória is napvilágot látott a film előtt, hogy Ben Affleck nem is Bruce Wayne-t alakítja, hanem Deathstroke karakterét, aki miután Batman eltűnt a nyilvánosság elől A sötét lovag – Felemelkedés című film végén, ő vette magára a sötét lovag jelmezét. Persze hamar kiderült, hogy a Christopher Nolan filmeknek semmi köze sincs ezekhez a filmekhez, így a teória sem élt sokáig. A történet merít még a "Superman halála" történetből.
A film 2016. március 19-én debütált Mexikóvárosban, 24-én Magyarországon és 25-én az Egyesült Államokban.
A nyitóhétvégén 166 007 347 dollárt szerzett, mely kimagasló eredmény, majd a film zuhanásba kezdett a bevétel tekintetében. Ez a sok negatív kritikának köszönhető, mely a filmet érte.
2016. június 28-án debütált az eredetileg egy hónappal később megjelenő "rendezői változat", mely plusz 30 perc kivágott jelenetet tartalmazott. A közönség pozitívabban reagált, sokan Twitteren kértek bocsánatot a rendezőtől, amiért utálták a filmjét.

## Cselekmény
18 hónappal Superman és Zod tábornok csatája után (melyben ezrek vesztették életüket), Superman egy megosztó figurává vált. Clark Kent, azaz Superman csatlakozott a Daily Planethez mint újságíró és romantikus kapcsolatba lépett a szintén ott dolgozó riporternővel, Lois Lane-nel. A milliárdos Bruce Wayne, aki már majdnem két évtizede harcol a bűn ellen denevérruhában, nagy fenyegetést lát Supermanben, miután Metropolisban több ismerőse is miatta halt meg. Miután Clark jobban megismeri Batman ténykedéseit, szintén fenyegetést lát a korlátozhatatlan önbíráskodóban.
Bruce megtudja, hogy a fegyverekkel kereskedő Anatoli Knyazev érintkezésbe került a LexCorp vezérigazgatójával, Lex Luthorral. Eközben Luthor megpróbálja meggyőzni Finch szenátort, hogy az általa talált kryptonitból fegyvert készítsenek, mellyel kordában tudják tartani Superman erejét. Finch egyik alárendeltével azt is elintézi, hogy kísérletezhessen Zod tábornok testével. Luthor ezt meg is teszi, viszont a fegyverrel való ajánlatát Finch elutasítja.
Bruce elmegy egy Lex által rendezett megnyitóra, hogy ellopjon néhány adatot, ámde a titokzatos Diana hercegnő megelőzi őt, aki később visszajuttatja Bruce-nak az adatokat, mivel képtelen dekódolni azt. Miközben Bruce a batbarlangban dekódolja őket, elalszik és látomást lát maga előtt, melyben egy poszt-apokaliptikus világban Superman diktátorként uralkodik az emberek felett. Batman itt egy lázadó csapat vezetője, akiket Superman katonái levernek és Superman elé szállítják őket. A látomásból egy misztikus időutazó ébreszti fel, aki arra figyelmezteti őt, hogy Lane-nek kulcsfontosságú szerepe lesz a jövőben, és hogy meg kell találnia a "többieket". Bruce erre is azt hiszi, hogy álmodta. A kódolt adatokból megtudja, hogy Luthort nem csak a kryptonittal kísérletezik, a metahumánok (emberfeletti képességekkel rendelkező emberek) is foglalkoztatják. Közéjük tartozik a hercegnő is, aki egy halhatatlan amazonharcos. Ezt egy 1900-as évek elején készült fotó is igazolja, melyen ugyanúgy néz ki, mint napjainkban. Wayne figyelme a kryptonitra korlátozódik, melyet a tervei szerint ellop Luthortól, hogy legyőzhesse a sebezhetetlen Supermant.
Superman végre megjelenik a bizottság előtt, ámde mielőtt számon kérhetné Finch szenátor a tetteit, Lex felrobbantja az egész Capitoliumot. Az emberek úgy hiszik, hogy a robbantó az a személy volt, aki a metropolisi csatában elvesztette a lábait és Superman ellen munkálkodik azóta. Ez a személy is ott volt a bíróságon, így ő is meghalt. Azonban az emberek Supermant hibáztatják a történtekért, akinek röntgenlátása miatt látnia kellett volna a bombát. Superman bűntudata miatt önkéntes száműzetésbe vonul. Batman betör a Lexcorpba és ellopja a kryptonitot, Lex pedig Zod tábornok lezuhant űrhajójába megy be, hogy megértse az ottani technikát.
Luthor ezek után elrabolja Martha Kentet és megzsarolja Supermant, hogy végezzen Batmannel, különben megöli a nevelőanyját. Superman megpróbálja tisztázni Batmannnel az ügyét, de nem hallgatja meg és Supermannek meg kell küzdenie vele. A csatában Batman nyer, hála a kryptonit fegyvereinek. Mielőtt meg tudná ölni, Superman azt mondja: "Mentsd meg Martha-t!". Ekkor a kryptoni nevelőanyjára gondol, azonban Wayne saját, meghalt anyjára emlékszik. Ekkor megérkezik Lois Lane, aki elmondja Batmannek, hogy mi is történt. Batman, mikor megtudja, hogy Superman anyja is veszélyben van, segít neki és kiszabadítja Martha-t.
Superman elmegy Lexhez, aki feléleszti szörnyét, melyet Zod tábornok DNS-éből készített. Ámde megérkezik Wonder Woman és segít Batmannek és Supermannek legyőzni a szörnyet. Superman rájön, hogy a szörnynek is a kryptonit a gyenge pontja, így Batman kryptonit lándzsájával leszúrja, csakhogy a szörny halálakor egy csontkinövésével leszúrja a legyengült Supermant, aki ennek következtében meghal.
Lex Luthort letartóztatják, Supermannek jelképes temetést tartanak Metropolisban, míg Smallville-ben eltemetik Clark Kentet, ahol Bruce, Diana, Martha és Lois is megjelenik. Martha ad Loisnak egy ajándékot, melyet Clark akart átadni neki. Egy eljegyzési gyűrűt. Bruce elmondja Dianának, hogy létre akar hozni egy szupererővel rendelkező egyénekből álló csapatot, hogy közösen védjék meg a bolygót. Mikor a ceremóniának vége, látható, amint Superman koporsóján lévő földdarabok lebegni kezdenek.

## Szereposztás
| Színész            | Szerep            | Magyar hang      | Leírás |
| ------------------ | ----------------- | ---------------- | --- |
| Ben Affleck        | Batman            | Széles Tamás     | A multimilliárdos üzletember, aki szülei halála után a bűnüldözést választotta. A szereposztást nagy felháborodás követte, ugyanis rengeteg rajongó gondolta/gondolja hogy Ben Affleck nem megfelelő választás a szerepre. 2013-ban külön indítványozták, hogy ne Affleck kapja meg a szerepet. A film kijövetele után sokan az ő színészi játékát tartották a legjobbnak, mások odáig mentek, hogy ő a valaha volt legjobb Batman. |
| Henry Cavill       | Superman          | Welker Gábor     | A Krypton bolygó utolsó túlélője, aki miután a földön nőtt fel, kötelességének érzi annak megvédését és ezért a bűnüldözést választotta. Henry Cavill Az acélemberben is ezt a karaktert játszotta, így nem volt kérdés a stúdió számára, hogy ki játssza a folytatásban. |
| Amy Adams          | Lois Lane         | Ruttkay Laura    | Metropolisban dolgozó újságíró, Superman szerelme. A karaktere szintén jelen volt már az első filmben. |
| Jesse Eisenberg    | Lex Luthor        | Hamvas Dániel    | A milliárdos, aki a Lexcorp vállalatnak a vezérigazgatója. Utálja Supermant, ezért mindent megtesz, hogy elpusztíthassa őt. A szereposztást itt is kritizálták a rajongók. |
| Gal Gadot          | Wonder Woman      | Horváth Lili     | Az Amazonok hercegnője, akinek ez volt az első filmes megjelenése. Itt a rajongók arra hagyatkoztak, hogy a színésznő nem elég fitt a szerepre. Természetes itt is sokan pozitív meglepetésnek hangoztatták a film megjelenése után. |
| Jeremy Irons       | Alfred Pennyworth | Hirtling István  | Bruce Wayne hűséges inasa. Jeremy Irons szerint a filmben teljesen más inast kapnak a nézők, mint amit idáig megszokhattak. |
| Diane Lane         | Martha Kent       | Kovács Nóra      | Superman nevelőanyja. A színésznő szintén az előző filmből tér vissza. |
| Laurence Fishburne | Perry White       | Borbiczki Ferenc | A Daily Planet főszerkesztője, Lois Lane és Clark Kent főnöke. A színész szintén az előző filmből jön át. |
| Holly Hunter       | June Finch        | Frajt Edit       | Politikus, aki Superman tetteit bírálja. A 2. előzetesben tűnt fel először, ahol számon kérte a hős cselekedeteit. |

## Háttér

### Fejlődés
2013 júniusában a Warner Bros. bejelentette, hogy Zack Snyder rendező és David S. Goyer író visszatér Az acélember folytatásában, amely lehetséges, hogy 2014-ben fog megjelenni. Hónapokkal később a San Diego-i Comic-Con-on, Zack Snyder rendező bejelentette, hogy a film Batman és Superman találkozását fogja bemutatni, 2015-ben fog megjelenni és David S. Goyerrel közösen fogják írni a forgatókönyvet. Később azt pletykálták, hogy a film a Sötét lovag visszatér c. képregénysorozatot fogja adaptálni, amelyben először csapott össze Batman és Superman. Később ezt a pletykát Snyder megcáfolta.
"Hogyha neked ezt kéne csinálnod, egy másfajta Supermanre van szükséged. Mi most hozzuk be Batmant egy olyan világba, ahol Superman már él" -Zack Snyder rendező
Később azt is bejelentették, hogy a filmtörténelemben először, Wonder Woman is benne lesz egy élőszereplős filmben. 2013 decemberében Chris Terriót leszerződtették, hogy újraírja a forgatókönyvet.
2014 májusában jelentették be a film címét, mely a Batman v Superman – Az igazság hajnala lett. Snyder azért változtatta meg a vs-t v-re, mivel nem akart egy olyan filmet csinálni, ami csak egy harcról szól. A v arra utal, hogy a csatát itt nem csak fizikailag kell venni, hanem gondolatilag. Henry Cavill később azt mondta: „Nem hiszem, hogy ez egy superman-folytatás. Ez arról szól, hogy Batman hogyan találkozik Supermannel a közös világukban, amit Az acélember vezetett fel.” Hans Zimmer visszatér, hogy megkomponálja a film zenéjét,, amelyen Junkie XL is dolgozni fog.
A film kijövetele előtt 9 hónappal jött ki az első előzetes, mely eredetileg később tártak volna nyilvánosság elé, de miután egy kamerás verzió kiszivárgott az internetre, a stúdió jobbnak látta HD-felbontásban előbb bemutatni azt. A második előzetes a 2015-ös San Diego-i Comic-Con-on mutattak be. A harmadik – egyben utolsó – előzetest 2015. november 30-án mutatták be a Gotham egyik epizódja alatt.

### Dizájn
A film jelmeztervezője Michael Wilkinson, aki Az acélemberben is közreműködött. A Superman-ruha ugyanúgy néz ki, mint az előző filmben, amit Zack Snyder kért. Az első Batman-ruhát a Sötét lovag visszatér c. képregényből ismert jelmez inspirálta, amely abban különbözik elődjeitől, hogy nagy hangsúlyt fektettek az izomzat megmutatására. A karakternek 2 páncélja van, az egyikkel a film jelentős részében szerepel, a másikban Superman ellen küzd. Ezt a jelmezt a Comic Con-on mutatták be, és az elsőtől eltérően páncéllal van borítva. Ez a jelmez is a Sötét lovag visszatér c. képregényből származik, ahol ugyancsak arra használta Batman, hogy megküzdjön Supermannel. Wonder Woman kosztümjét szintén először a San Diego-i Comic-Con-on mutatták be, és a képregényekből is jól ismert piros-kék-arany színek dominálnak rajta.
Az új generációs Batmobile-lal kombinálták a klasszikus Batman-filmből ismert Batmobile-t és a Sötét lovag trilógiából ismert Batmobile-t. Az autónak a dizájnját Patrick Tatopoulos készítette, és összesen 610 cm hosszú és 366 cm széles.

## Fordítás
Ez a szócikk részben vagy egészben  a   Batman v Superman: Dawn of Justice című angol Wikipédia-szócikk ezen változatának fordításán alapul.  Az eredeti cikk szerkesztőit annak laptörténete sorolja fel. Ez a jelzés csupán a megfogalmazás eredetét és a szerzői jogokat jelzi, nem szolgál a cikkben szereplő információk forrásmegjelöléseként.